# Glodeni (Mureș)
Pour les articles homonymes, voir Glodeni.
Glodeni ou Marossárpatak en hongrois (autrefois Șarpatak, Scharpendorf en allemand) est une commune roumaine du județ de Mureș, dans la région historique de Transylvanie et dans la région de développement du Centre.

## Géographie
La commune de Glodeni est située dans le centre-nord du județ, dans les collines de Madaraș, sur la rive droite du Mureș, à 16 km au nord de Târgu Mureș, le chef-lieu du județ.
La municipalité est composée des cinq villages suivants (population en 2002) :
- Glodeni (2 518), siège de la municipalité ;
- Merișor (222) ;
- Moișa (359) ;
- Păcureni (265) ;
- Păingeni (458).

## Histoire
La première mention écrite du village date de 1268 sous le nom de Sarpatak.
La commune de Glodeni a appartenu au royaume de Hongrie, puis à l'empire d'Autriche et à l'Empire austro-hongrois.
En 1876, lors de la réorganisation administrative de la Transylvanie, elle a été rattachée au comitat de Maros-Torda.
La commune de Glodeni a rejoint la Roumanie en 1920, au traité de Trianon, lors de la désagrégation de l'Autriche-Hongrie. Après le deuxième arbitrage de Vienne, elle a été de nouveau occupée par la Hongrie de 1940 à 1944, période durant laquelle la petite communauté juive fut exterminée par les Nazis. Elle est redevenue roumaine en 1945.

## Politique
Le conseil municipal de Glodeni compte 13 sièges de conseillers municipaux. À l'issue des élections municipales de juin 2008, Barna Kozma (UDMR) a été élu maire de la commune.
| Parti                                      | Nombre de conseillers |
| ------------------------------------------ | --------------------- |
| Union démocrate magyare de Roumanie (UDMR) | 8                     |
| Parti de la Grande Roumanie (PRM)          | 2                     |
| Parti démocrate-libéral (PD-L)             | 1                     |
| Parti tsigane "Pro Europa"                 | 1                     |
| Candidat indépendant                       | 1                     |

## Religions
En 2002, la composition religieuse de la commune était la suivante :
- Réformés, 69,59 % ;
- Chrétiens orthodoxes, 17,11 % ;
- Catholiques grecs, 4,16 % ;
- Catholiques romains, 2,95 % ;
- Adventistes du septième jour, 2,09 %.

## Démographie
En 1910, la commune comptait 983 Roumains (28,58 %) et 2 359 Hongrois (68,58 %).
En 1930, on recensait 1 525 Roumains (40,24 %), 2 040 Hongrois (53,83 %), 29 Juifs (0,77 %) et 191 Tsiganes (5,04 %).
En 2002, 810 Roumains (21,19 %) côtoient 2 892 Hongrois (75,66 %) et 118 Tsiganes (3,08 %). On comptait à cette date 1 599 ménages et 1 452 logements.
| 1850  | 1880  | 1900  | 1910  | 1930  | 1956  | 1977  | 1992  | 2002  |
| ----- | ----- | ----- | ----- | ----- | ----- | ----- | ----- | ----- |
| 2 819 | 2 828 | 3 226 | 3 440 | 3 790 | 4 616 | 4 511 | 3 755 | 3 822 |

| 2007  | - | - | - | - | - | - | - | - |
| ----- | - | - | - | - | - | - | - | - |
| 3 808 | - | - | - | - | - | - | - | - |

## Économie
L'économie de la commune repose sur l'agriculture, l'élevage et la pêche.

## Communications

### Routes
Glodeni se trouve sur la route nationale DN15 Târgu Mureș-Reghin.

### Voies ferrées
La commune est à trois kilomètres de la ligne de chemin de fer Deda-Războieni qui dessert Târgu Mureș et Reghin.

## Lieux et monuments
- Glodeni, château Teleki.

- Glodeni, église en bois des Sts Archanges du XVIIIe siècle.

- Glodeni, lac de Glodeni (réserve artificielle).

- Păcureni, église en bois du XVIIIe siècle.

- Moișa, église en bois du XIVe siècle.